# Lair Ribeiro
Lair Geraldo Theodoro Ribeiro (Juiz de Fora, 6 luglio 1945) è un cardiologo e scrittore brasiliano.